# Kaiyuan (Yunnan)
Pour les articles homonymes, voir Kaiyuan.
Kaiyuan (开远 ; pinyin : Kāiyuǎn) est une ville du sud de la province du Yunnan en Chine, proche de la frontière avec le Viêt Nam. C'est une ville-district placée sous la juridiction de la préfecture autonome hani et yi de Honghe.

## Démographie
La population du district était de 257 745 habitants en 1999.